# Żylaki kończyn dolnych

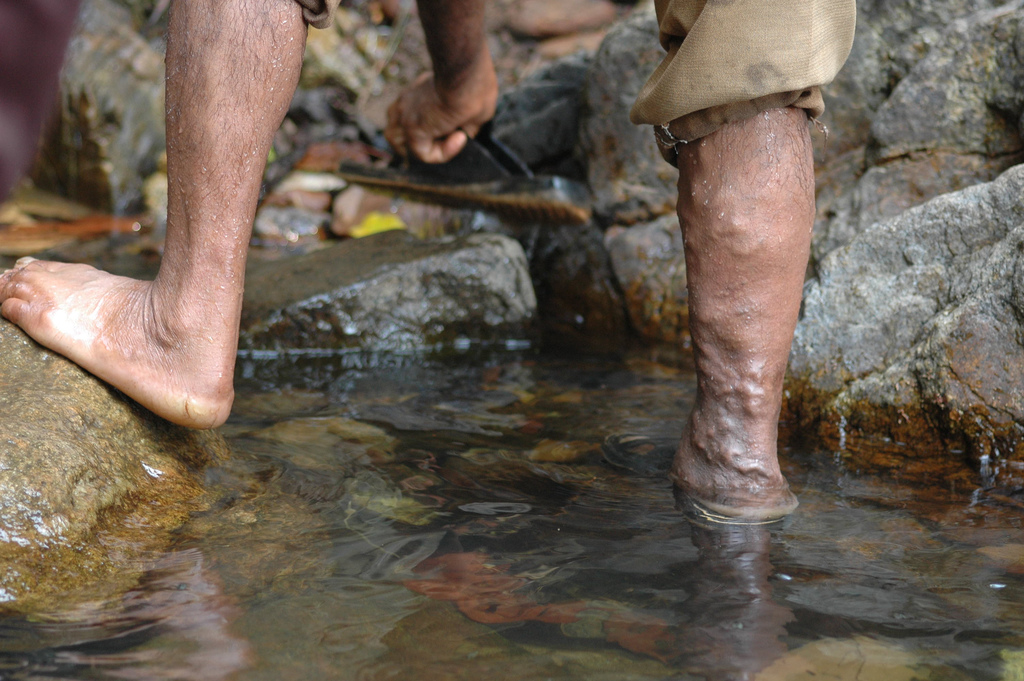
Pracownik indyjskich linii kolejowych w Karnataka z żylakami podudzi.

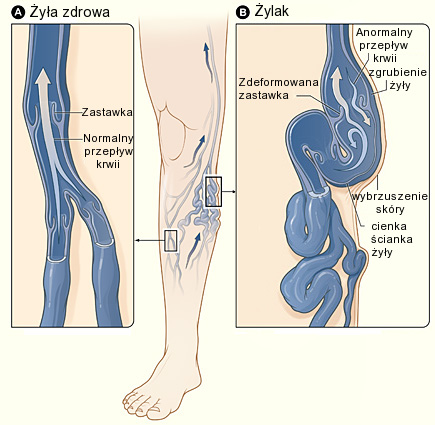
Schemat porównujący prawidłową żyłę - A, do żylaka - B

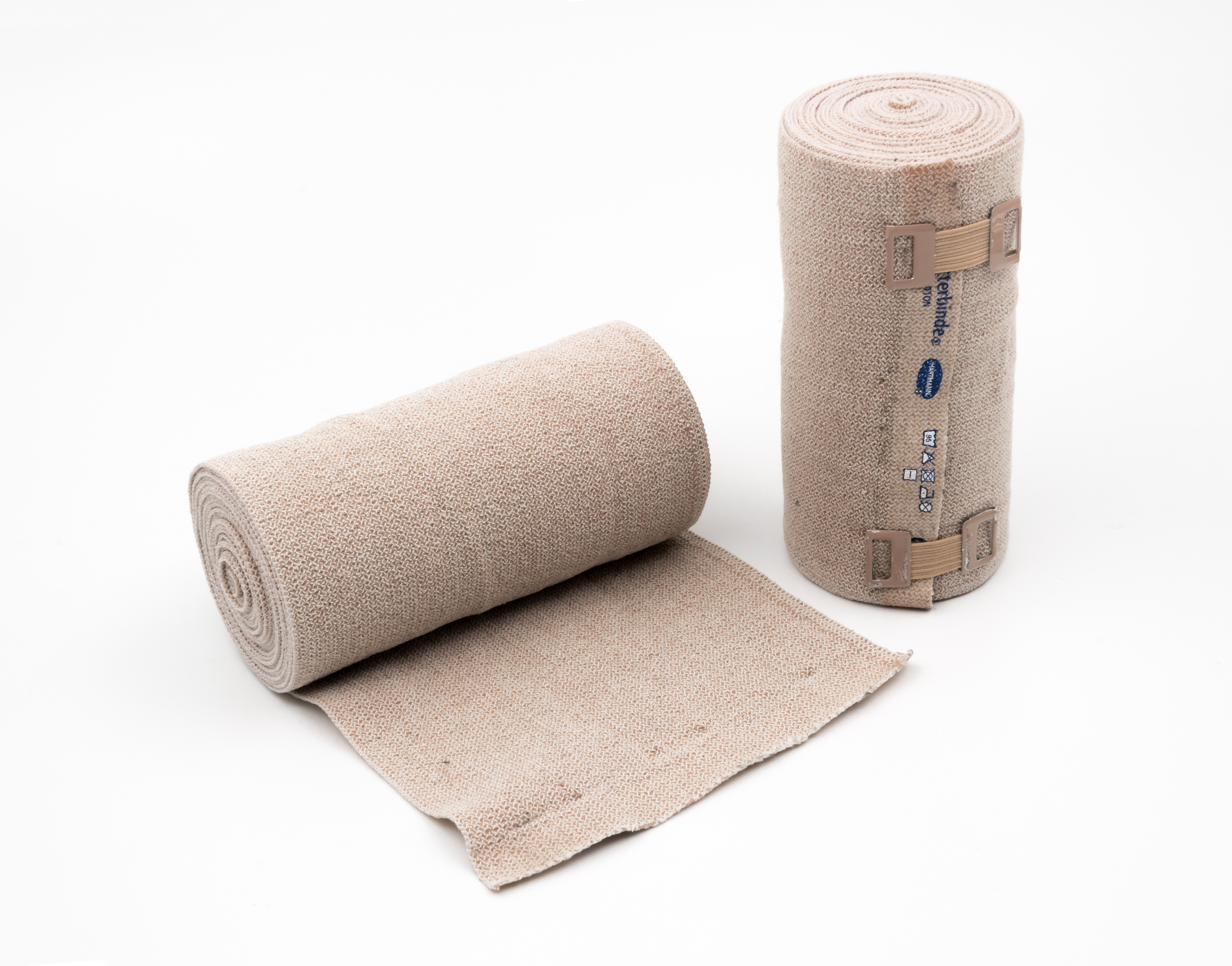
Opaski uciskowe Hartmann Pütterbinde używane w leczeniu zachowawczym żylaków

Żylaki kończyn dolnych (łac. varices extremitatum inferiorum) - rodzaj żylaków. Są to workowate lub wrzecionowate poszerzenia żył powierzchownych z towarzyszącym ich wydłużeniem i charakterystycznym poskręcaniem. Występują częściej u kobiet niż u mężczyzn, zazwyczaj po 40 roku życia.

## Podział
- żylaki pierwotne
- żylaki wtórne
- żylaki o rzadkiej etiologii

## Etiologia
Żylaki pierwotne spowodowane są występowaniem mniejszej ilości tkanki sprężystej w ścianach naczyń żylnych, co zmniejsza ich odporność na rozciąganie. Rozszerzenie światła przyczynia się do niewydolności zastawek żylnych, co umożliwia cofanie się i zaleganie większej ilości krwi i powoduje dalsze poszerzanie naczynia. Czynnikami sprzyjającymi powstawaniu żylaków jest zastój żylny występujący podczas długiego stania (np. fryzjerzy, chirurdzy), zwiększone ciśnienie w żyłach na skutek utrudnionego odpływu (np. ciąża, podnoszenie ciężarów, zaparcia). Zapobieganie polega na noszeniu elastycznych pończoch, opasek, gimnastykowaniu kończyn. Marsz i gimnastyka zapobiegają tworzeniu się żylaków poprzez ułatwienie odpływu krwi na skutek działania pompy mięśniowej.
Żylaki wtórne powstają na skutek zwiększonego przepływu krwi przez żyły powierzchowne kończyn dolnych spowodowanego niedrożnością żył głębokich. Niedrożność jest następstwem przebytej zakrzepicy. Niekiedy zwiększony przepływ może być spowodowany uszkodzeniem zastawek żył głębokich lub przeszywających.
Żylaki o rzadkiej etiologii spowodowane wrodzonymi lub nabytymi przetokami tętniczo-żylnymi. Zaliczany jest tutaj również Zespół Klippela-Trénaunaya.

## Diagnostyka
W celu ustalenia poziomu niewydolności pomocne są próby czynnościowe Trendelenburga i Perthesa.
Istotnym badaniem, decydującym o sposobie i rodzaju leczenia jest badanie ultrasonograficzne z oceną przepływów w żyłach (tzw. badanie usg z dopplerem).

## Leczenie

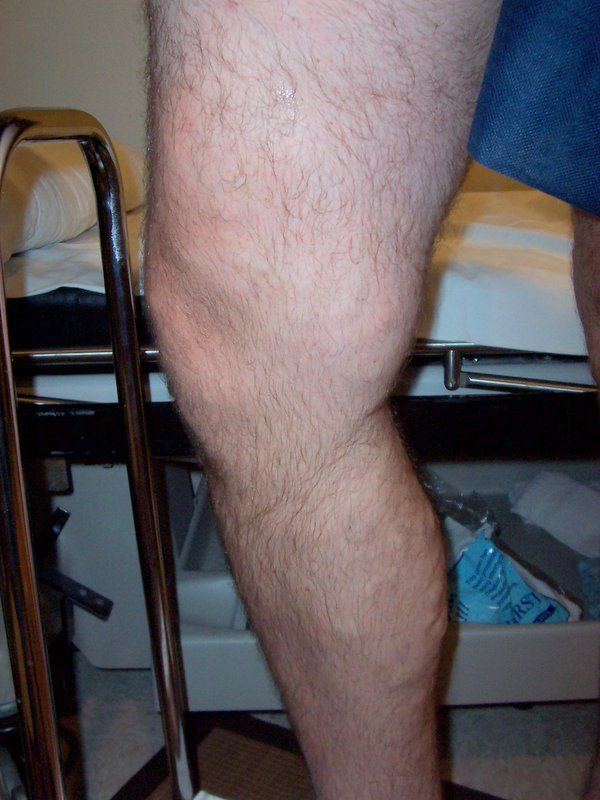
Żylaki po leczeniu metodą EVLT

Zachowawcze – unoszenie kończyn, noszenie obcisłych pończoch, opasek uciskowych. Farmakologiczne – podawanie leków uszczelniających naczynia. Leczenie operacyjne – polegające na usunięciu żylaków, a także coraz popularniejsza metoda laserowej operacji żylaków EVLT.
Powszechną metodą leczenia małoinwazyjnego jest również skleroterapia.

## Zapobieganie żylakom
Niekorzystne jest przebywanie przez dłuższy czas w pozycji siedzącej, zakładanie nogi na nogę, gdyż takie ułożenie utrudnia dopływ krwi. Dlatego warto podczas siedzenia często poruszać nogami lub od czasu do czasu wstać i pospacerować. W pozycji pionowej zaleca się ćwiczenia wspinania na palce i opadania na pięty. Dzięki takiemu ćwiczeniu mięśnie łydek 'sprawniej' pompują krew żylną z kończyn dolnych do serca.
W zapobieganiu powstawania żylaków istotna jest również garderoba. Im mniej obcisłe części garderoby, tym lepiej. Należy unikać obcisłych spodni, skarpet z gumką lub wysokich butów z obcisłą cholewką. Nie jest zalecana wysoka temperatura; korzystanie z gorących kąpieli, sauny. Każda kąpiel powinna kończyć się chłodnym prysznicem.
W profilaktyce ważna jest również odpowiednia dieta. Unikanie spożywania soli. Nadwaga to dodatkowe obciążenie dla naszych nóg. Zbyt wysokie dawki hormonów zawarte np. w tabletkach antykoncepcyjnych stanowią również realne zagrożenie.
Sposobem na zapobieganie żylakom jest również stosowanie bielizny uciskowej, np. rajstop, podkolanówek i pończoch kompresyjnych.

## Klasyfikacja ICD10
| kod ICD10     | nazwa choroby                                      |
| ------------- | -------------------------------------------------- |
| ICD-10: I83   | Żylaki kończyn dolnych                             |
| ICD-10: I83.0 | Żylaki kończyn dolnych z owrzodzeniem              |
| ICD-10: I83.1 | Żylaki kończyn dolnych z zapaleniem                |
| ICD-10: I83.2 | Żylaki kończyn dolnych z owrzodzeniem i zapaleniem |
| ICD-10: I83.9 | Żylaki kończyn dolnych bez owrzodzenia i zapalenia |